# Robert Erskine Childers
Robert Erskine Childers DSC (25 de junio de 1870 – 24 de noviembre de 1922), más conocido como Erskine Childers (/ˈɜːrskɪn ˈtʃɪldərz/), fue un escritor irlandés nacido británico, entre cuyas obras se encuentra la influyente novela El enigma de las arenas. Se convirtió en seguidor del republicanismo irlandés e introdujo armas en Irlanda ocultas en su yate Asgard. Fue ejecutado por las autoridades del recién nacido Estado Libre Irlandés durante la guerra civil irlandesa. Era hijo del orientalista Robert Caesar Childers, primo de Hugh Childers y Robert Barton, y padre del cuarto Presidente de Irlanda, Erskine Hamilton Childers.

## Primeros años
Childers nació en Mayfair, Londres, en 1870. Era el segundo hijo de Robert Caesar Childers, traductor y orientalista procedente de una familia eclesiástica, y Anna Mary Henrietta Barton, de una familia terrateniente anglo-irlandesa de Glendalough House, Annamoe, Condado de Wicklow, con propiedades en Francia, como las bodegas que llevan su nombre. A los seis años, su padre murió de tuberculosis y, aunque aparentemente se encontraba sana, su madre fue confinada en un hospital de aislamiento, donde murió seis años después. Los cinco hermanos fueron enviados con los Barton en Glendalough, Condado de Wicklow. Fueron tratados amablemente y Erskine creció conociendo y amando a Irlanda, eso sí, desde la cómoda visión de la «ascendencia protestante».
Siguiendo la recomendación de su abuelo, el canónigo Charles Childers, fue enviado al Colegio de Haileybury. Consiguió después entrar en el Trinity College de Cambridge, donde estudió los Classical tripos y después Derecho. Se distinguió como editor de Cambridge Review, la revista universitaria. Pese a su poco atractiva voz y sus escasas habilidades para el debate, se convirtió en presidente de la Trinity College Debating Society (los «Magpie y Stump»). A pesar de que Erskine era un admirador de su primo Hugh Childers, miembro del Gabinete británico que trabaja apoyando la Home Rule irlandesa, en esta época hablaba vehementemente contra la política en los debates universitarios. Una lesión del nervio isquiático contraída en verano antes de la matrícula, y que le aquejó durante el resto de su vida, le dejó ligeramente cojo y le impidió obtener un azul en rugby, aunque se convirtió en una destacado remero.
Tras conseguir su título de derecho, y con la idea de seguir los pasos de su primo Hugh hacia el Parlamento británico como parlamentario, Childers aprobó los exámenes para convertirse en oficial del parlamento y a comienzos de 1895 se convirtió en miembro del Comité Junior de la Cámara de los Comunes, que se encargaba de preparar formal y legalmente los proyectos de ley.

## Servicio de guerra

### Guerra de los bóeres

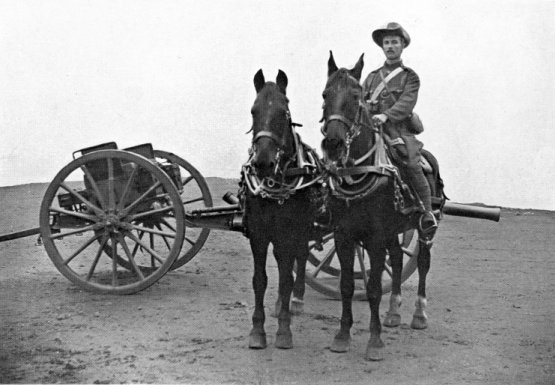
El conductor Childers, Honorable Compañía de Artillería

Como muchos hombres de su clase y educación, Childers era originalmente un devoto creyente del Imperio británico. De hecho, para un antiguo alumno de Haileybury, una escuela fundada para entrenar a hombres jóvenes para el servicio colonial en India, este punto de vista era casi inevitable, a pesar de que había considerado de manera crítica algunos asuntos.
En 1898, cuando fracasaron las negociaciones sobre el derecho de voto de los colonos británicos en los territorios bóeres de Transvaal y del Estado Libre de Orange y estalló la segunda guerra bóer, enseguida se unió al ejército cuando en diciembre su colega de Westminster y voluntario de la Honorable Compañía de Artillería, le sugirió alistarse juntos. Childers se unió a los Voluntarios Imperiales de la Ciudad de Londres, una fuerza ad hoc que incluía a soldados de diferentes regimientos territoriales, pero financiados por instituciones de la City y dotados del más moderno equipamiento. Se le destinó como «conductor de repuesto», encargándose de una pareja de caballos y montándolos en el tren de suministro de munición.
La unidad partió hacia Sudáfrica el 2 de febrero de 1900; la mayoría de los nuevos voluntarios nuevos, y sus oficiales, sufrieron de mareos y Erskine tuvo que hacerse cargo del cuidado de los 30 caballos de la tropa. Después de tres semanas de viaje resultó un tanto decepcionante que el destacamento de la HAC no fuera utilizado inicialmente. El 26 de junio, mientras escoltaba un convoy de suministros, Childers entró en combate, en una escaramuza de tres día en defensa de la columna. La acción resultó exitosa y le seguirían otras más.
El 24 de agosto, Childers fue evacuado de la línea de frente con pie de trinchera a un hospital en Pretoria. Realizó el viaje en compañía de soldados de infantería de Cork, Irlanda, y Childers constató favorablemente su lealtad a Gran Bretaña, y su resistencia ante la idea del Home Rule y cómo habían sido perjudicados por la incompetencia de sus oficiales. Esto contrasta llamativamente con su actitud por el fin de la Primera Guerra Mundial cuando se estaba considerando la conscription y escribió: «Hombres jóvenes apartados sin esperanza de Gran Bretaña y (…) deseosos de morir en Irlanda por la libertad irlandesa». Después de un encuentro fortuito con su hermano Henry, también aquejado de daños en el pie, se reincorporó a su unidad, siendo repatriado a Inglaterra el 7 de octubre de 1900.

### Primera Guerra Mundial
La actitud de Childers hacia el establishment y la política de Gran Bretaña había comenzado a ser un tanto ambigua a comienzos de la Primera Guerra Mundial. Había abandonado el Partido Liberal, y con él sus esperanzas de obtener un escaño, por las concesiones británicas a los unionistas y su postergación del Home-Rule. Había publicado trabajos críticos sobre la política británica en Irlanda y en sus posesiones sudafricanas. Sobre todo, en julio de 1914, había transportado pistolas compradas en Alemania para los nacionalistas irlandeses (ante la importación de rifles y munición realizada por los Unionistas del Úlster en la Larne gun-running).
No era una noticia excesivamente difundida, pero tampoco un gran secreto, y el telegrama oficial convocando a Childers a unirse al servicio naval fue recibido en el cuartel de Dublín de los Voluntarios Irlandeses, el grupo al que había entregado las armas. A pesar de que en 1914 lo podría ser argumentado que, en caso de guerra, los Voluntarios irlandeses podrían luchar junto a Gran Bretaña para reforzar su poder de negociación sobre el Home rule, estas armas fueron usadas contra soldados británicos, durante el Levantamiento de Pascua de 1916. No obstante, Childers creía que las naciones pequeñas como Bélgica y Serbia se beneficiarían de la derrota de Alemania por parte de Gran Bretaña y – como nación potencialmente independiente– también Irlanda se vería favorecida.
A mediados de agosto de 1914, nuevamente se presentó voluntario y recibió una comisión provisional como teniente en la Real Reserva Nacional de la Armada. Winston Churchill, el Primer lord del Almirantazgo, aunque reticente a gastar dinero en la época en que se publicó The Riddle of the Sands, consideraría más tarde que el libro contribuyó a convencer a la opinión pública de la necesidad de proporcionar fondos contra la amenaza de la flota naval alemana y su papel fue importante para que se llamara a Childers.
Su primera tarea fue, a la inversa del argumento de su novela, diseñar un plan para invadir Alemania a través de las Islas Frisias. Fue destinado al HMS Engadine, un portahidroaviones de la Harwich Force, como instructor en navegación costera, nuevamente para pilotos recién entrenados. Entre sus obligaciones estaba volar como explorador y observador, incluyendo una breve incursión naval en la línea costera de Cuxhaven Raid, un bombardeo inconcluso sobre la base área de Cuxhaven el Día de Navidad 1914, por la que fue mencionado en los despachos. En 1915, fue transferido con una función similar a HMS Ben-my-Chree, sirviendo en la Campaña de Gallipoli y el Mediterráneo oriental, ganando una Cruz de los Servicios Distinguidos.
Fue enviado de vuelta a Londres en abril de 1916 para recibir su condecoración del rey y para servir en el Almirantazgo. Su trabajo aquí incluyó destinar hidroaviones a sus barcos. Hasta otoño de ese año, estuvo dedicado también a prepararse para dominar un nuevo tipo de embarcación destinado a operar en el Canal de la Macha.

#### Convención irlandesa
El 27 de julio de 1917, el año después del Levantamiento de Pascua, Sir Horace Plunkett pidió que Erskine fuera asignado al secretariado del Primer ministro David Lloyd George para la Convención del Home Rule de Irlanda en el Castillo de Dublín, finalmente fallida.

#### Royal Air Force
A su regreso a Londres en abril de 1918, Childers fue transferido a la recién creada Royal Air Force. Cuando Hugh Trenchard formó el Mando Independiente de Bombarderos, fue asignado como oficial de inteligencia para preparar itinerarios para atacar Berlín. Las operaciones fueron canceladas tras el Armisticio y el último cometido de Childers fue valorar desde el punto de vista de inteligencia los efectos de las expediciones de bombardeo en Bélgica. Childers abandonó el servicio en la RAF el 10 de marzo de 1919.

## Matrimonio

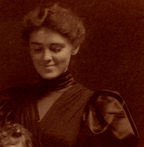
Mary «Molly» Alden Childers

En el otoño de 1903, Childers viajó a los Estados Unidos como parte de una visita recíproca entre la Honorable Compañía de Artillería de Londres y la Antigua y Honorable Compañía de Artillería de Massachusetts de Boston. Al final de la visita oficial decidió quedarse y explorar Nueva Inglaterra en una motocicleta alquilada. Un día por casualidad su moto se averió cerca del hogar del Dr. Hamilton Osgood cerca de Beacon Hill, un prominente médico de la ciudad. Childers llamó a casa de Osgood para intentar conseguir un repuesto y fue invitado a cenar, conociendo a la hija menor del Dr. Osgood, Mary («Molly») Alden Osgood. La joven y culta heredera y Childers congeniaron rápidamente. Dr. Osgood organizó el resto de la estancia de Childers, con mucho tiempo que compartir con Molly y la pareja se casó en la Iglesia de la Trinidad de Boston el 5 de enero de 1904.
Childers regresó a Londres con su mujer y recuperó su cargo en la Cámara de los Comunes. Su reputación como autor permitió a la pareja el acceso al establishment político, al que Molly renunció, pero trabajando al mismo tiempo para que Childers abandonara su ya tambaleante imperialismo. Por su parte, Molly desarrolló una fuerte admiración por Gran Bretaña, sus instituciones y, como ella entonces lo vea, su disposición para ir a guerra contra naciones poderosos en defensa de otros países más débiles. Durante los siguientes siete años vivieron cómodamente en su piso alquilado en Chelsea, pagado gracias el salario de Childers -que había sido ascendido el cargo de  haya recibido promoción a la posición de Empleado parlamentario de Peticiones en 1903—sus continuos escritos y, las generosas aportaciones del Dr. Osgood.
Molly, pese a una severa debilidad en las piernas causada por una lesión de patinaje de la niñez, se lanzó con entusiasmo a la navegación, primero en el Seagull y más tarde en muchos viajes en el regalo de su padre, el Asgard. Las cartas de Childers a su mujer muestran la felicidad de la pareja durante esta época. Tuvieron tres hijos: Erskine en diciembre de 1905, Henry, que murió antes de su primer cumpleaños, en febrero de 1907, y Robert Alden en diciembre de 1910.

## Obra escrita
Los primeros trabajos publicados por Childers fueron algunas historias ligeras de detectives con las que contribuyó al Cambridge Review mientras fue su editor .

### In the Ranks of C.I.V
Su primer libro fue In the Ranks of the C. I. V., un relato  de sus experiencias durante la guerra de los bóeres, pero escrita sin ningún propósito de ser publicada: durante su servicios en la Honorable Compañía de Artillería en Sudáfrica, escribió numerosas cartas a sus hermanas, Dulcibella y Constance. Ellas y una amiga de la familia, Elizabeth Thompson, hija de George Smith, de la editorial Smith, Elder & Co., editó las cartas en forma de libro. Las pruebas de impresión esperaron a que Childers las aprobara a su regreso de la guerra en octubre de 1900 y su trabajo fue publicado en noviembre. Su salida estuvo bien calculada para aprovechar el interés del público en la guerra, que continuó hasta mayo de 1902, y tuvo unas ventas sustanciales.
Childers editó el trabajo más formal de su amigo Basil Williams, The HAC en South Africa, la historia oficial de la participación del regimiento en la campaña, para su publicación en 1903.

### El Enigma de las Arenas
En enero de 1901, Childers empezó a trabajar en su novela, El Enigma de las Arenas, pero su progreso inicial fue lento: no sería hasta el invierno de aquel año cuando pudo avanzar a Williams las líneas generales de su argumento. Al finalizar el año siguiente, después de un verano trabajando en su obra, el manuscrito llegó a Reginald Smith de Smith, Elder, pero en febrero de 1903, mientras Childers esperaba regresar a Sudáfrica, Smith le devolvió la novela, proponiendo sustanciales modificaciones. Con la ayuda de sus hermanas, que contrastaron las nuevas páginas con el material existente, Childers produjo la versión final a tiempo para su publicación en mayo de 1903. Basado en sus propios viajes marítimos junto a su hermano Henry a lo largo de la costa alemana, predijo la guerra con Alemania y avisaba a Gran Bretaña de que estuviera preparada. Se ha especulado mucho acerca de quien de los amigos de Childer fue el modelo para «Carruthers» en la novela, y parece estar basado no en Henry Childers, sino en el fanático de los yates Walter Runciman; «Davies», naturalmente, es el propio Childers.  Gracias a su libro, Childers fue invitado a unirse al Savile Club, entonces un centro literario en Londres. Tremendamente popular, el libro nunca ha dejado de imprimirse y en 2003, se publicaron varias ediciones por su centenario. The Observer la incluyó en su lista de «Las 100 Novelas más Grandes de todos los tiempos».  El Telegraph lo listó cuando la tercera mejor novela de espías de todos los tiempos.  Ha sido considerada la primera novela de espías (una reclamación desafiada por Kim, de Rudyard Kipling, publicada dos años antes), y disfrutó de una inmensa popularidad en los años anteriores a la Primera Guerra Mundial. Fue un libro extremadamente influyente: Winston Churchill afirmó posteriormente que fue uno de los principales argumentos que llevó al Almirantazgo a establecer bases navales en Invergordon, Rosyth en el Fiordo de Forth y Scapa Flow en las Orkney. Influyó también de manera notable autores como John Buchan y Eric Ambler.

### La controversia de la caballería
El vecino de Childers, Leo Amery, era editor de History of the War in South Africa del The Times, y tras convencer a Basil Williams para que escribiera el cuarto tomo del trabajo, consiguió convencer a Childers para que preparara el quinto. Este rentable encargo ocupó mucho del tiempo libre a Childers hasta su publicación en 1907. Resaltó los errores políticos y militares británicos por contraste con las tácticas de guerrilla usadas por los bóeres.
Motivado por su expectativa de guerra con Alemania, Childers escribió dos libros sobre tácticas de caballería, ambas fuertemente críticas hacia lo que el consideraba desfasadas tácticas británicas. Todo el mundo estaba de acuerdo en que la caballería debería recibir entrenamiento para el combate a pie con armas de fuego, pero los tradicionalistas aún pensaban que la caballería debía ser entrenada como arme blanche, cargando con lanzas y sables. El prólogo de War and the Arme Blanche (1910) fue escrito por el Mariscal de Campo Roberts, y recomendaba que «la caballería realizara ataques genuinamente destructivos sobre tiradores y armas» disparando desde los estribos– Sheffield describe esta táctica como «immensamente difícil y generalmente sin beneficios» y considera «bizarro» el punto de vista de Childers.
German Influence on British Cavalry (1911) fue la réplica de Childers a War and the Arme Blanche, del general prusiano Friedrich von Bernhardi, escribiendo en una alianza improbable con el general británico John French, que había comandado exitosas cargas de caballería en Elandslaagte y Kimberley. A pesar de que la visión tradicional parece absurda a posteriori, fue restablecida cuando Roberts se retiró y French y su protegido el Mayor-General Haig accedieron al Alto Mando.

### Autogobierno Irlandés
Como futuro candidato por el Partido Liberal al Parlamento, Childers escribió su último libro importante: El Marco para el Autogobierno (1911). El principal argumento de Childers era económico: un parlamento irlandés (no habría parlamentarios de Westminster) sería responsable de la política fiscal, beneficiaría al país, y tendría el estatus de «dominio», de una manera similar a como estaban haciéndose las cosas en Canadá. Sus argumentos estaban basados parcialmente en las conclusiones de la Comisión Childers de los años 1890, que había presidido su primo Hugh Childers. Erskine Childers consultó a los unionistas del Úlster para elaborar el Marco y escribió que su reluctancia ante la ne para aceptar la política fácilmente sería vencida. A pesar de que, para Childers,  represente un cambio importante de las opiniones anteriormente haya aguantado, enacting Regla de Casa irlandesa era el gobierno Liberal   política en el tiempo.
Un problema planteado por el libro, es que este asumía la extensión del autogobierno a toda la isla de Irlanda, según la propuesta formulada en 1911. Esta asunción incluía a los condados que rodeaban Belfast, más ricos e industrializados. En 1912, el Unionismo del Úlster se había convertido en un movimiento popular que acabaría logrando la separación de Irlanda del Norte del resto de la isla en 1921, pero Childers nunca revisó sus planes económicos de cara a la existencia de un estado más pequeño y pobre y de carácter netamente agrícola.

## Conversión
No hubo un incidente aislado que provocara la conversión de Childers de seguidor del Imperio británico a protagonista destacado de la revolución irlandesa. Más bien, fue un proceso gradual de conversión, alcanzando una «obsesión fanática» de que la isla de Irlanda debía tener gobierno propio.
Una primera desilusión con la política imperial de Gran Bretaña fue su constatación de que, con más paciencia y habilidad negociadora, la guerra de los bóeres podría haber sido evitada. Su amigo y biógrafo, Basil Williams se dio cuenta de sus crecientes dudas hacia las acciones británicas en Sudáfrica mientras ambos estaban en campaña juntos:  «Nosotros dos, que llegamos como rígidos Tories, empezamos a tender hacia ideas más liberales, en parte por la ... democrática compañía que manteníamos, pero principalmente, pienso, por nuestras discusiones sobre política y la vida en general».
Molly Childers, educada en una familia que hacía remontar sus raíces Mayflower, también influyó el punto de vista de su marido sobre el derecho de Gran Bretaña a gobernar otros países. El terreno estaba abonado cuando, en el verano de 1908 él y su primo Robert Barton realizaron una visita en verano a las cooperativas agrícolas del sur y el oeste de Irlanda, áreas castigadas por la pobreza. «Me he vuelto», escribió a Basil Williams, «final e immutablemente un converso al Home Rule (…) Aunque ambos fuimos educados empapados en el Unionismo más irreconciliable».
En el otoño de 1910 Childers dimitió de su cargo en el Parlamento para unirse al Partido Liberal, con su compromiso declarado al Home Rule, y en mayo de 1912 fue proclamado candidato al parlamento en una circunscripción en Devonport. Como escritor bien conocido por El Enigma de las Arenas, que apoyaba una expansión de la Marina Real, era difícil que Childers pudiera ser derrotado en unas elecciones. El Partido Liberal confiaba en sus Parlamentarios Irlandeses pro-autogobierno en la Cámara de los Comunes. Pero en respuesta a las amenazas de guerra civil de los Unionistas, el partido empezó a barajar la idea de excluir a algunos o a todos los condados del Úlster de un autogobierno para Irlanda. Childers abanadonó su candidatura y el partido.
El Acta de Autogobierno, presentado por los Liberales en 1912 fue convertido en ley en 1914, pero fue inmediatamente paralizado -por otra Acta del Parlemento– mientras durara la Gran Guerra, que acababa de estallar, mientras que el Acta de Enmienda excluía a seis de los nueve condados de Úlster, con una duración que tendría que ser debatida, fue también parada.

## Home Rule
La supresión violenta del Levantamiento de Pascua en 1916 desanimó a Childers y describió la propuesta británica de extender la conscripción militar a Irlanda como «demente y delincuente». En marzo de 1919, tras un grave acceso de influenza, sus doctores le ordenaron descanso en el campo. Glendalough era la elección obvia y se reunió allí con su primo Robert Barton. Barton presentó a Childers al dirigente militar irlandés Michael Collins, quien, por su parte le presentó a Éamon de Valera, el presidente de Sinn Féin. Childers acabó por convencerse de que su propuesta moderada de «dominion» no serviría.
Al final de su convalecencia Childers regresó con Molly a su piso de Chelsea, pero un mes más tarde  recibió una invitación para conocer a la ejecutiva del Sinn Féin en Dublín. Anticipando una oferta importante, Childers se dirigió a Dublín pero, aparte de Collins, encontró a los líderes irlandeses cautos, e incluso hostiles. Arthur Griffith, en particular, le miraba, en el mejor de los casos, como un renegado y un traidor y, en el peor, como a un espía británico. Fue nombrado para formar parte de la delegación irlandesa del aún no reconocido Estado irlandés en la Conferencia de Paz del París. Este poco prometedor encargo, según lo veía Childers, pretendía impulsar la causa del autogobierno recordando a los representantes oficiales en la conferencia los ideales de libertad que habían llevado a Gran Bretaña a la guerra. Desde este punto de vista, la misión fue infructuosa, y Childers regresó nuevamente a Londres. Alquiló una casa en Dublín, pero Molly era reticente a irse con él, preocupada por la educación de sus hijos, y creyendo que ella y su marido podría servir mejor a la causa desde Londres. Finalmente, se asentó en Dublín a finales de 1919.
En 1919 Childers fue nombrado Director de Publicidad por el Primer Parlamento irlandés. En 1920 Childers publicó Military Rule in Ireland, un fuerte ataque fuerte hacia la política británica. En las elecciones de 1921,  fue elegido (sin oposición) al Segundo Dáil como miembro del Sinn Féin por la circunscripción de Kildare–Wicklow, y publicó el panfleto Is Ireland a Danger to England?, en el que atacaba al primer ministro británico David Lloyd George. Fue nombrado editor del Irish Bulletin tras el arresto del joven Desmond Fitzgerald. Se presentó como candidato anti-Tratado por el Sinn Féin en las  Elecciones de 1922 pero perdió su escaño.

## Guerra civil

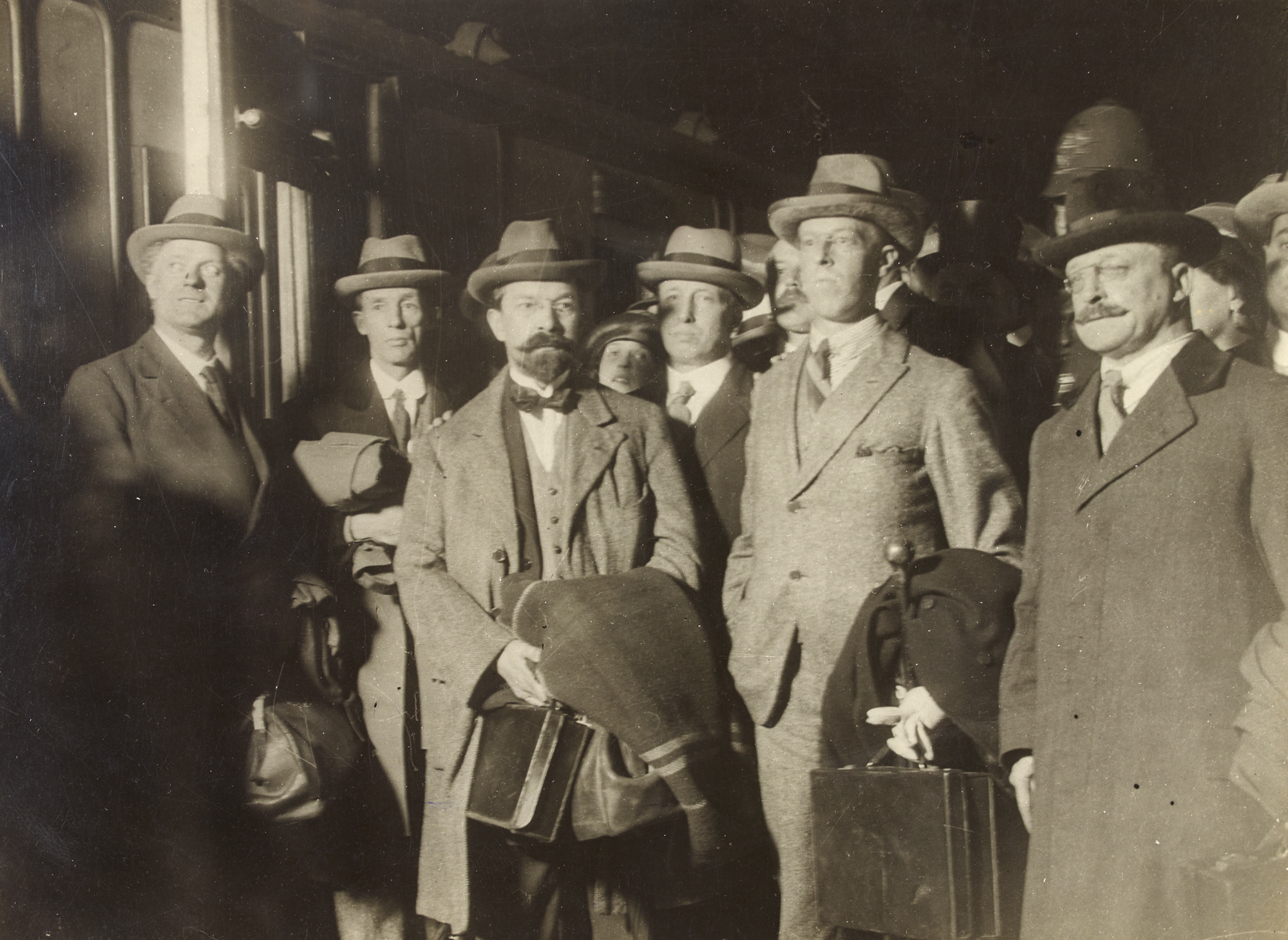
Childers (segundo por la izquierda) junto con otros miembros del equipo de negociación en diciembre de 1921

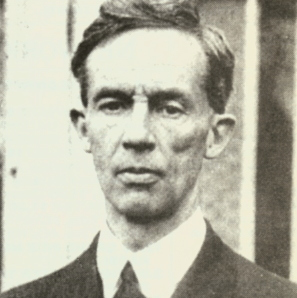
Childers hacia el fin de su vida

Childers era secretario-general de la delegación irlandesa que negoció el Tratado Anglo-irlandés con el Gobierno británico. Permaneció en la sede de la delegación en Hans Place durante el periodo de negociación, entre el 11 de octubre y el 6 de diciembre de 1921. Aun así, Childers se opuso vehementemente al borrador final del acuerdo, particularmente a las cláusulas que exigían que los gobernantes irlandeses juraran lealtad al monarca británico. El Tratado fue aprobado por un agotado Dáil por 64–57 en enero de 1922. En el curso de los debates algunos consideraron que Childers había sido insultado por Arthur Griffith, y el asunto fue debatido en junio. El tratado continuó dividiendo al Sinn Féin y al IRA, e Irlanda entró en guerra civil el 28 de junio de 1922.
Durante la Guerra Civil, se dijo que Childers fue el hombre detrás de la propaganda del movimiento republicano, y fue perseguido por soldados de Ejército Nacional. La muerte en una emboscada de Michael Collins intensificó el deseo de venganza de las autoridades del Estado Libre, y el 28 de septiembre de 1922, el Dáil introdujo la Resolución de Poderes de Emergencia para el Ejército, estableciendo la ley marcial e incluyendo el llevar armas de fuego sin licencia como delito capital.
El autor Frank O'Connor estuvo junto a Childers durante la parte final de la Guerra Civil y proporcionó un colorido retrato de sus actividades. Según O'Connor, fue apartado por los anti-tratado, que se referían a él como «ese maldito inglés». El alto mando de los anti-tratado marcó distancias con Childers, amparándose en el que era demasiado conocido como para ser de utilidad, pese a su considerable experiencia militar, y llegó a repartir cartas en la ofician de personal de Macroom, Condado de Cork. Se dice que posteriormente sería capitán de las fuerzas anti-Tratado.
El 10 de noviembre, las fuerzas del Estado Libre irrumpieron en la mansión Barton mansión en Glendalough, mientras Childers estaba allí de camino para reunirse con de Valera, y fue arrestado.

## Juicio y apelación
Childers fue juzgado por un tribunal militar acusado de poseer una pequeña pistola semiautomática de Calibre 32, modelo Destroyer de fabricación española, vulnerando la Resolución de Poderes de Emergencia. La pistola había sido un regalo  de Michael Collins antes de que Collins se convirtiera en líder de la facción pro-tratado del Gobierno Provisional. Childers fue condenado por el tribunal militar y sentenciado a muerte el 20 de noviembre de 1922.
Childers apeló contra la sentencia, que tuvo lugar al día siguiente por el Juez Charles O'Connor, que dijo carecer de jurisdicción debido a la guerra civil.
El abogado de Childers presentó entonces apelación ante el Tribunal Supremo, pero la sentencia fue ejecutada antes de que pudiera tener lugar.

## Ejecución
Childers fue ejecutado el 24 de noviembre de 1922, por un pelotón de fusilamiento en los Cuarteles de Beggars Bush en Dublín. Antes de su ejecución estrechó las manos del pelotón. También hizo prometer a su hijo, entonces de 16 años y futuro Presidente de Irlanda, Erskine Hamilton Childers, que buscaría y estrecharía las manos de todos lo que habían firmado su frase de muerte. Sus palabras finales, dirigidas al pelotón, fueron:  «Den uno o dos pasos hacia adelante, chicos, será más fácil así».
El cuerpo de Childers fue enterrado en Beggars Bush hasta 1923, cuando fue exhumado y reenterrado en la parcela republicana del Cementerio de Glasnevin.

## Legado
Winston Churchill, que había presionado a Michael Collins y al gobierno del Estado Libre para aplastar la rebelión si querían que el tratado funcionara, expresó la opinión de que, «Ningún hombre ha hecho más daño o mostrado malicia más genuina o intentado traer una mayor maldición sobre el pueblo común de Irlanda que este ser extraño, activado por una aversión mortífera y maligna hacia su tierra natal».
Éamon de Valera dijo de él, «Murió como el Príncipe que era. De todos los hombres que he conocido, diría que fue  el más noble».
Fue deseo expreso de Mary Childers, a su muerte en 1964, que cualquier escrito basados en la extensa y meticulosa colección de papeles y documentos acerca de la implicación de su marido en la luchas irlandesas de los años 20 permanecieran clasificados hasta 50 años después de su muerte. En 1972, Erskine Hamilton Childers empezó a buscar un biógrafo oficial para su padre. En 1974, Andrew Boyle (biógrafo anterior de Brendan Bracken y Lord Reith entre otros) recibió el encargo de explorar el vasto archivo de Childers, y su biografía de Robert Erskine Childers fue finalmente publicada en 1977.

## Dramatizaciones
En 1991, Childers apareció en el documental de televisión de Jonathan Lewis para Thames Televisión The Treaty. Bosco Hogan interpretó a Childers, junto a Brendan Gleeson como Michael Collins.
En 1998, BBC Radio 3 emitió en Drama on 3 slot una obra de Leigh Jackson llamada A Flag Unfurled, basada en la vida, época y escritos de Childers. Presentaba a Michael Maloney como Childers, Deborah Norton como Molly Childers, Natascha McElhone como su hermana Dulcie y Laura Hughes como su hermana Constance. Fue producido en Belfast por Roland Jaquarello.
A finales de 2011 la productora Black Rock Pictures incluyó el arresto y juicio de Childers en su serie de seis episodios Bású na gCarad (La Ejecución de los Amigos), emitida en TG4 en septiembre de 2012. Childers fue interpretado por Dominic Frisby.

## Lectura más lejana
- Adams, R.J.Q.: Balfour: The Last Grandee, José Vargas, 2007
- Boyle, Andrew (1977). The riddle of Erskine Childers. London: Hutchinson. (requiere registro).
- Childers, Erskine (1901). In the Ranks of the C.I.V., London: Smith, Elder & Co. ISBN 978-1-4264-6876-6.
- Coogan, Tim Pat (1993). The IRA: A History, Niwot, Colorado: Roberts Rinehart Publishers. ISBN 978-1-879373-99-0.
- Costello, Peter (1977), The Heart Grown Brutal: The Irish Revolution in Literature from Parnell to the Death of Yeats, 1891–1939, Dublin: Gill & Macmillan. ISBN 978-0-8476-6007-0.
- Cox, Tom (1975). Damned Englishman: A Study Of Erskine Childers (1870–1922). Exposition Press. ISBN 0-682-47821-0.
- McInerney, Michael (1971). The Riddle Of Erskine Childers: Unionist & Republican. E & T O'Brien. ISBN 0-9502046-0-9.
- Longford, The Earl of (1970). Éamon De Valera. Gill And MacMillan. pp. 119–52. ISBN 978-0-7171-0485-7.
- Pakenham, Frank (1951). Peace By Ordeal. The Mercier Press. pp. 197-308.
- Piper, Leonard (2003). Dangerous waters : the life and death of Erskine Childers. Hambledon. Also known as The tragedy of Erskine Childers.
- Popham, Hugh (1979). A Thirst For The Sea: Sailing Adventures Of Erskine Childers. Stanford Maritime. ISBN 0-540-07197-8.
- Reid, Walter (2006). Architect of Victory: Douglas Haig. Birlinn Ltd, Edinburgh. ISBN 1-84158-517-3.
- Ring, Jim (1996). Erskine Childers: A Biography. John Murray. ISBN 0-7195-5681-3.
- Sheffield, Gary (2011). The Chief: Douglas Haig and the British Army. Aurum, London. ISBN 978-1-84513-691-8.
- Wilkinson, Burke, The Zeal of the Convert: The Life of Erskine Childers, Sag Harbor, New York: Second Chance Press, 1985T ISBN 978-0-88331-086-1.
- Turtle Bunbury, The Glorious Madness, Tales of The Irish and The Great War,  
 Sky Patrol with Erskine Childers, pp. 236–47, Gill & Macmillan, Dublin 12 (2014) ISBN 978 0717 16234 5

- Datos: Q1270441
- Multimedia: Robert Erskine Childers / Q1270441